# Blythe Auffarth
Blythe Auffarth (23 de marzo de 1985, Pleasant Valley, Nueva York) es una actriz estadounidense, quizás más conocida por su papel en The Girl Next Door.

## Filmografía
| Año  | Título                      | Papel                  | Notas                                                               |
| 2010 | An Invisible Sign of My Own | Nan                    |                                                                     |
| 2008 | American Primitive          | Eliza                  |                                                                     |
| 2007 | The Girl Next Door          | Meg Loughlin           | Basada en la historia real de Sylvia Likens y Gertrude Baniszewski. |
| 2000 | Keeping the Faith           | Adolescente Anna Riley |                                                                     |
| ---- | --------------------------- | ---------------------- | ------------------------------------------------------------------- |

## Televisión
| Año  | Título                            | Papel          | Notas                                 |
| 2009 | Hard Times                        | Mandy          | Película de televisión.               |
| 2008 | The American Mall                 | Alexa          | Película de televisión.               |
| 2007 | The Suite Life of Zack and Cody   | Ellen          | 1 episodio: "The First Day of School" |
| 2006 | Law & Order: Criminal Intent      | Nicole Johnson | 1 episodio: "Siren Call"              |
| 2006 | The King of Queens                | Gina           | 1 episodio: "Fight Schlub"            |
| 2006 | Veronica Mars                     | Betina Marone  | 1 episodio: "I Am God"                |
| 2002 | Law & Order                       | Maura Tinley   | 1 episodio: "Girl Most Likely"        |
| 2001 | Law & Order: Special Victims Unit | Amanda         | 1 episodio: "Pixies"                  |
| 2001 | Law & Order: Special Victims Unit | Jody Ramsey    | 1 episodio: "Repression"              |
| 2000 | Sex and the City                  | Amiga de Jenny | 1 episodio: "Hot Child in the City"   |
| 1999 | Third Watch                       | Hija           | 1 episodio: "History of the World"    |
| ---- | --------------------------------- | -------------- | ------------------------------------- |

## Videojuegos
| Año  | Título                           | Papel      | Notas |
| 2008 | The Hardy Boys: The Hidden Theft | Lilly      |       |
| 2008 | The Hardy Boys: The Hidden Theft | Nancy Drew |       |
| ---- | -------------------------------- | ---------- | ----- |